# Homer miluje Flanderse
Homer miluje Flanderse (anglicky Homer Loves Flanders) je 16. díl 5. řady (celkem 97.) amerického animovaného seriálu Simpsonovi. Scénář napsal David Richardson a díl režíroval Wes Archer. V USA měl premiéru dne 17. března 1994 na stanici Fox Broadcasting Company a v Česku byl poprvé vysílán 12. listopadu 1995 na stanici ČT1.

## Děj
Homer se neúspěšně snaží vyhrát lístky na zápas v americkém fotbalu v rozhlasové soutěži. Ned lístky vyhraje a pozve Homera jako hosta. Ačkoli Homer Neda nemá rád, pozvánku přijme, protože se zoufale chce zápasu zúčastnit. Ned zaplatí veškeré jídlo a přesvědčí hráče vítězného týmu, aby dal Homerovi míč. Homer je ohromen Nedovou velkorysostí a spřátelí se s ním i s jeho rodinou. 
Homer se začne chovat přehnaně vděčně a Neda a jeho rodinu neskonale rozčiluje tím, že ruší jejich společné rodinné chvíle. Rodina Flandersových a Simpsonových spolu vyrazí na výlet, ale rodiny si nerozumí. Když se Simpsonovi pustí do hádky o jídlo, Ned řekne své ženě, že Homera začal nenávidět. 
Po návratu domů si Homer Nedovy nevraživosti nevšímá. Přijede do domu Flandersových s očekáváním, že si zahrají golf, ale Ned a jeho rodina nasednou do auta a odjedou bez něj. Ned je zastaven náčelníkem Wiggumem za překročení rychlosti a za přihlížení nesouhlasících obyvatel města se podrobí zkoušce střízlivosti. V kostele, když celé shromáždění skloní hlavu k modlitbě, se Homer velmi hlasitě nadechne nosem, kvůli čemuž na něj Ned začne křičet. To znepokojí věřící, kteří se na Neda ještě více rozzlobí. Homer se však Neda zastane a přesvědčí je, aby mu dali ještě jednu šanci. 
Následující týden se vše vrátí do normálu, protože Homera Ned opět rozčiluje. Epizoda končí tím, že Simpsonovi stráví noc ve strašidelném domě Homerova prastrýce Borise, který nedávno zdědil. Po zhasnutí světel začnou křičet hrůzou.

## Produkce
Homer miluje Flanderse byla poslední epizoda, kterou nadhodil Conan O'Brien před svým odchodem ze Simpsonových. Scénářem byl pověřen David Richardson a režií Wes Archer. Richardson epizodu napsal v Motelu 6 v kalifornském Hemetu, zatímco chodil s herečkou, která tam natáčela film. V této řadě se štáb chtěl hlouběji podívat na vztahy postav. Jednou z věcí, kterou chtěli prozkoumat, bylo zejména to, co mají Homer a Flanders společného a jak by se z nich mohli stát přátelé. Bývalý showrunner seriálu David Mirkin si užíval, že spolu Homer a Flanders vycházejí, protože se tak normálně nechovají.
Epizoda začíná tím, že rodina Simpsonových sleduje vysílání zpráv, ve kterých moderátor Kent Brockman nazývá armádu Spojených států „továrnou na zabijácké roboty“. Mirkin řekl, že to byl vtip, který štáb „obzvlášť miloval“, protože poukazoval na to, jak negativní a podlé může být zpravodajství a jak se zdánlivě „vždycky snaží všechny vyděsit“ vyvoláváním paniky a deprese. V jedné scéně dílu začne mít Marge halucinace poté, co se napije ze springfieldského vodovodu, do kterého bylo konkurenčním městem Springfieldu, Shelbyvillem, přidáno LSD. Cenzoři stanice Fox chtěli tuto scénu z epizody vystřihnout, protože se jim nelíbila představa, že se Marge „sjede“ LSD. Mirkin scénu obhajoval a tvrdil, že Marge to „nedělá schválně“, takže cenzoři nakonec dovolili, aby scéna v epizodě zůstala. Cenzorům se také nelíbila Nedova reakce na to, že mu manželka říká, aby jel rychleji autem v obavě, že by mohli přijít o sponzorství automobilky, ale Mirkin tuto hlášku ponechal. V jiné scéně je Homer frustrovaný z toho, že nedostal lístky na zápas, a tak křičí na koláč přilepený ke stropu, o které se domnívá, že je Bůh. Marge ho upozorní, že je to jen koláč, jejž tam hodil Bart. Tato scéna, inspirovaná roztaveným karamelem přilepeným na stropě v místnosti scenáristů Simpsonových, je jedním z Mirkinových a Richardsonových „nejoblíbenějších“ vtipů.

## Kulturní odkazy
Když Homer uslyší v rádiu píseň „Two Tickets to Paradise“ od Eddieho Moneyho z roku 1978, zpívá si a tancuje air guitar. Když jí na fotbalovém zápase nachos, vymyslí píseň „Nacho Man“, což je odkaz na píseň „Macho Man“ od Village People z roku 1978. Homerova kazeta „Rappin' Ronnie Reagan“ je odkazem na broadwayskou show a novinkový videoklip „Rap Master Ronnie“ z roku 1984 a Ronalda Reagana. Když je Flanders omylem zatčen za užívání drog, náčelník Wiggum se ho zeptá: „Kde je teď tvůj Mesiáš?“, což je hláška, o které se běžně mylně soudí, že ji pronesla postava Edwarda G. Robinsona Dathan ve filmu Desatero přikázání z roku 1956, ale ve skutečnosti pochází ze stand-upu Billyho Crystala, který Robinsona ztvárnil. Nedův sen, v němž střílí na lidi uvnitř univerzitní věže s hodinami, vychází z filmu Smrtící věž z roku 1975, který je sám založen na vražedném řádění Charlese Whitmana z roku 1966. Scéna, v níž Homer pronásleduje Flandersovo auto, je paralelou sekvence z filmu Terminátor 2: Den zúčtování, v níž postava T-1000 Roberta Patricka pronásleduje hrdiny v policejním autě po útěku z nemocnice. Když se Rod a Todd dívají na televizi v obývacím pokoji Flandersových, je za nimi vidět obraz Leonarda da Vinciho Poslední večeře. Útulek pro bezdomovce, který Homer a Flandersovi navštíví, se jmenuje Helter Shelter, což je odkaz na píseň „Helter Skelter“ od skupiny The Beatles z roku 1968. Helter Shelter byl později použit jako anglický název dílu Zkáza domu Simpsonů 14. řady Simpsonových.

## Přijetí

### Kritika
Po odvysílání epizoda získala od televizních kritiků převážně pozitivní hodnocení. 
V roce 2007 Patrick Enright z Today označil díl za svou osmou nejoblíbenější epizodu seriálu. Pochválil odkazy na Terminátora 2 v dílu, stejně jako Lízin sebereferenční citát o tom, že „příští týden budeme zase tam, odkud jsme vyšli, připraveni na další bláznivé dobrodružství“.
Autoři knihy I Can't Believe It's a Bigger and Better Updated Unofficial Simpsons Guide, Warren Martyn a Adrian Wood, se domnívali, že epizoda obsahuje „několik skvělých existenciálních úvah“ Lízy. Dodali, že také „obsahuje několik pěkných momentů zdůrazňujících rozdíly mezi Simpsonovými a Flandersovými“.
Colin Jacobson z DVD Movie Guide uvedl: „Vždycky jsem si pamatoval, že (tento díl) byl skvělý – a pamatoval jsem si to správně. Jistě, seriál jde s nepříliš kreativní přítomností; je to snadný příběh, aby se postavy chovaly netypicky. Nicméně vývoj tématu je úžasný, protože se dozvídáme, že přátelství Homera Simpsona je horší než antagonismus Homera Simpsona.“. DVD Talk udělil epizodě 4 body z 5.
Patrick Bromley z DVD Verdict udělil dílu známku B−, přičemž uvedl, že „poměrně velká dávka sentimentu“ a „méně absurdních momentů“ mu dodávají „pocit, že patří do jedné z dřívějších řad seriálu“.
Gregory Hardy z Orlando Sentinel jej označil za druhou nejlepší epizodu seriálu se sportovní tematikou.
Moment v epizodě, kdy Homer zacouvá do Nedova živého plotu, se stal v roce 2010 internetovým memem. Na scénu se později odkazovalo v epizodě 30. řady Dívka v autobusu, kde Homer posílá Líze GIF, jak vjíždí do živého plotu. Na scénu bylo později znovu odkázáno v epizodě 32. řady Bart v balíku, kde Bart říká svým přátelům „Viděl jsem tátu, jak to dělá.“ bezprostředně předtím, než jim ukáže, jak couvat do živého plotu.

### Sledovanost
V původním americkém vysílání se díl umístil na 43. místě ve sledovanosti v týdnu od 14. do 20. března 1994 s ratingem společnosti Nielsen 10,9. Epizoda byla v tom týdnu třetím nejlépe hodnoceným pořadem na stanici Fox, hned po Beverly Hills 90210 a Melrose Place.